# Medusaceratops lokii
Medusaceratops lokii es la única especie conocida  de dinosaurio del género extinto Medusaceratops ("cara de Medusa con cuerno"), de la familia Ceratopsidae, que vivió a finales del Cretácico, hace aproximadamente entre 84 a 71 millones de años, durante el Campaniense, en lo que hoy es Norteamérica.

## Descripción
Se eligieron dos parietales parciales, golas, que se encuentran en el Centro de Dinosaurios de Wyoming como material tipo de Medusaceratops , incluido el holotipo WDC DJR 001 y el paratipo WDC DJR 002. Aunque se pensaba que todo el material de casmosáurino de la cama de hueso  Mansfield era referenciable para Medusaceratops, que totaliza varios cientos de elementos individuales, según su descripción original, solo estos dos volantes parciales se han descrito científicamente mientras el resto del material se estaba reexaminando. Muchos de los otros elementos no son diagnosticables a nivel de género y solo pueden ser confiables para Ceratopsidae.

Recreación artística de un Medusaceratops.

Según su descripción original, se pensó que Medusaceratops representaba un casmosáurino. Se sugirió que, basándose solo en su tipo de material, Medusaceratops es único entre los Chasmosaurinae en tener solo tres epiparietales, espigas de volantes, a cada lado del volante. El primer par de espigas de volantes es grande y el segundo es más pequeño, y ambos se ensanchan de forma única en la base, son paquióticos, se curvan hacia los lados del volante y se deprimen en la parte delantera del volante. El tercer par de espigas de volantes es pequeño y triangular, no modificado en comparación con los primeros casmosáurinos, pero de manera similar deprimido, y limita con el hueso escamoso. El par de Medusaceratops de primer pico con volantes muy ensanchado y curvadose asemeja mucho al tercer par de ornamentación de volantes de Albertaceratops, sin embargo, se pensaba que Medusaceratops difería, como todos los casmosáurinos, en la falta de forma de lengüeta, que a menudo se superponen del cuarto al séptimo par de ornamentación de volantes de centrosáurinos.
Esto fue cuestionado en 2018, por la descripción de material adicional del material de la cama de hueso de Mansfield asignable a Medusaceratops . Se hizo evidente que los picos de volantes 1-3 mencionados anteriormente son de hecho picos 2-4. El primer epiparietal es pequeño y de procreación variable y, por lo tanto, se malinterpretó antes. También se identificó al menos un par epiparietal más, después del cuarto, lo que resultó en un total de al menos 5 pares, consistente con centrosáurinos como Albertaceratops y Wendiceratops, pero no con casmosáurinos. La rama media de Medusaceratops, un hueso que separa los dos lados del volante, también se encontraba entre el material recién descrito. Es amplio, lo que produce fenestras, agujeros, más pequeños y redondeados como en otros centrosáurinos. Por lo tanto, el nuevo estudio reasignó Medusaceratops a Centrosaurinae , entre los cuales es más similar a Albertaceratops y Wendiceratops.

## Descubrimiento e investigación

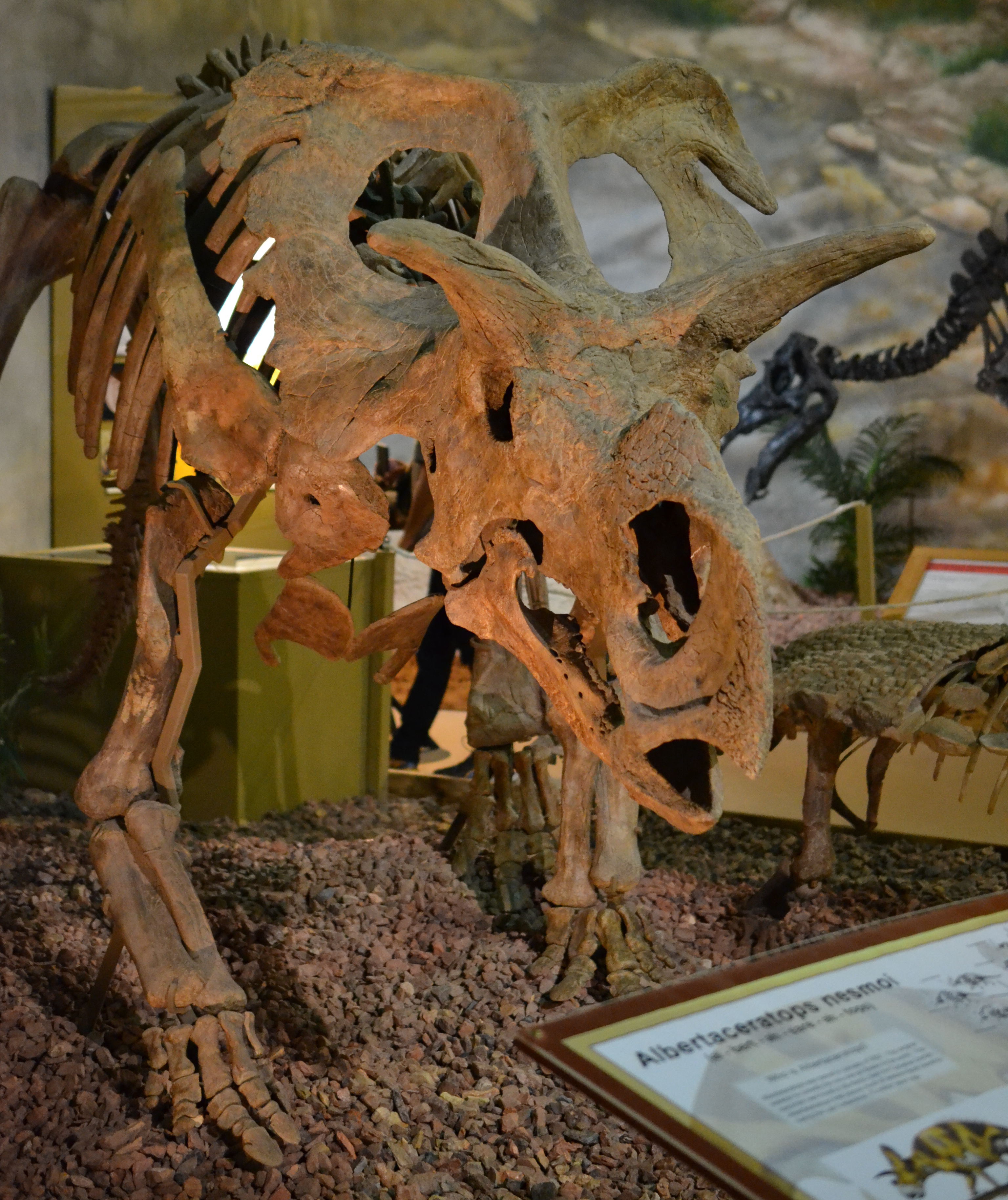
Espécimen en el Wyoming Dinosaur Center anteriormente descrito como Albertaceratops

El material conocido de Medusaceratops provino de un lecho de huesos en las tierras baldías en el lado oeste de Kennedy Coulee adyacente al río Milk, en el Área Natural del río Milk , cerca de Havre, condado de Hill, Montana, Estados Unidos. El material fue reportado por primera vez por Sweeney y Boyden en 1993, quienes consideraron que representa la ocurrencia más meridional de Styracosaurus albertensis, basada en picos de volantes mal identificados. Trexler y Sweeney en 1995 reinterpretaron los picos como cuernos de cuenca ocular y notaron su similitud con los del dudoso Ceratops montanus de un área cercana, sin embargo, no se pudo referir el material del lecho de huesos a ningún taxón existente válido. El lecho de huesos, conocido como la Cama de Hueso de Mansfield en honor a su propietario, se encuentra en terrenos privados e históricamente ha sido excavado por varias empresas comerciales. El material tipo de Medusaceratops y otros especímenes fueron excavados más recientemente y han sido adquiridos por el Wyoming Dinosaur Center de Canada Fossils, Ltd., de Calgary, Alberta. Se adquirió material adicional de la misma excavación y el Museo Royal Tyrrell de Paleontología pudo acceder a ellos. Canada Fossils, Ltd., también ensambló dos esqueletos compuestos utilizando el material de la Cama de Hueso Mansfield que se encuentra en las colecciones del Centro de Dinosaurios de Wyoming y el Museo de Dinosaurios de la Prefectura de Fukui, sin embargo, ninguno de los moldes tiene una reconstrucción exacta de Medusaceratops como se describió más tarde.
El nombre Medusaceratops fue acuñado por el paleontólogo canadiense Michael J. Ryan del Museo de Historia Natural de Cleveland en 2003 en una disertación. Sus fósiles se confundieron posteriormente con los de Albertaceratops, otro ceratopsio centrosáurino de Alberta que había sido descrito por Ryan en 2007. Más tarde, Ryan se dio cuenta de que los fósiles de la Cama de Hueso Mansfield no pertenecían a Albertaceratops. Medusaceratops fue formalmente descrito y nombrado por Michael J. Ryan, Anthony P. Russell y Scott Hartman en 2010 y la especie tipo es Medusaceratops lokii. El nombre genérico se refiere a Medusa, un monstruo de la mitología griega cuyo "cabello" consiste en serpientes y su mirada podría convertir a los hombres en piedra, aludiendo a un rasgo único de este género, las grandes y gruesas espinas en forma de serpiente que se extienden a los lados. del volante, en combinación con el ceratops del griego latinizado, que significa "cara con cuernos", que es un sufijo común para los nombres de géneros ceratopsianos. El nombre específico M. lokii honra a Loki, un dios problemático en la mitología nórdica, en referencia a la confusión de años que rodeaba las designaciones taxonómicas del material Cama de Hueso Mansfield antes de que se le diera su propio nombre.
El material de la Cama de Hueso Mansfield se recolectó de la parte superior de la Formación Judith River, en una región donde es litológicamente equivalente a la Formación Oldman de Canadá. El lecho de huesos se encuentra aproximadamente al mismo nivel que el holotipo de Albertaceratops, que data de hace 77,5 millones de años , hasta la etapa media del Campaniense del Cretácico Tardío. Por lo tanto, se consideró que Medusaceratops representaba al casmosáurino más antiguo conocido, hasta el nombramiento de Judiceratops por Longrich en 2013, también de la Formación Judith River, pero de un área equivalente a la Formación Oldman inferior o la Formación Foremost superior..
Ryan ya había indicado que parte del material de Mansfield representaba una forma de centrosáurino. Chiba y col. en 2017 describió nuevo material de Medusaceratops de la Cama de Hueso de Mansfield, encontrado en 2011 en 2012 por David Trexler, lo que indica la presencia de rasgos característicos de Centrosaurinae en el esqueleto de M. lokii. Llegaron a la conclusión de que todo el material podría referirse a una sola especie. El análisis filogenético realizado por los autores indicó que , después de todo, Medusaceratops no era miembro de Chasmosaurinae, sino más bien un ceratópsido de centrosáurino temprano que estaba más estrechamente relacionado con Centrosaurini y Pachyrhinosaurini que Nasutoceratopsini.

## Clasificación
Entre los ceratópsidos válidos de la Formación Río Judith, Medusaceratops puede distinguirse directamente de los centrosáurinos Avaceratops, y los casmosaurínos Judiceratops y Spiclypeus' en función de su ornamentación de volantes única. Se diferencia de los casmosáurinos en función de su hueso escamoso menos exclusivo, como lo demuestran los huesos escamosos de Medusaceratops recientemente descritos. Todo el material previamente asignado al centrosáurino Albertaceratops de la formación ahora se asigna a Medusaceratops o considerado demasiado fragmentario.

### filogenia
El cladograma presentado a continuación sigue un análisis filogenético de Chiba et al. en 2017 que redescribieron Medusaceratops como centrosáurino.

|  | Diabloceratops eatoni    |
|  |                          |
|  | Machairoceratops cronusi |
|  |                          |

|  | Avaceratops lammersi (ANSP 15800) |
|  |                                   |
|  | MOR 692                           |
|  |                                   |
|  | CMN 8804                          |
|  |                                   |
|  | Nasutoceratops titusi             |
|  |                                   |
|  | Malta new taxon                   |
|  |                                   |

|  | Sinoceratops zhuchengensis |
|  |                            |
|  | Wendiceratops pinhornensis |
|  |                            |

|  | Centrosaurini     |
|  |                   |
|  | Pachyrhinosaurini |
|  |                   |

|  | Sinoceratops zhuchengensis |
|  |                            |
|  | Wendiceratops pinhornensis |
|  |                            |

|  | Centrosaurini     |
|  |                   |
|  | Pachyrhinosaurini |
|  |                   |

|  | Sinoceratops zhuchengensis |
|  |                            |
|  | Wendiceratops pinhornensis |
|  |                            |

|  | Centrosaurini     |
|  |                   |
|  | Pachyrhinosaurini |
|  |                   |

|  | Sinoceratops zhuchengensis |
|  |                            |
|  | Wendiceratops pinhornensis |
|  |                            |

|  | Centrosaurini     |
|  |                   |
|  | Pachyrhinosaurini |
|  |                   |

|  | Avaceratops lammersi (ANSP 15800) |
|  |                                   |
|  | MOR 692                           |
|  |                                   |
|  | CMN 8804                          |
|  |                                   |
|  | Nasutoceratops titusi             |
|  |                                   |
|  | Malta new taxon                   |
|  |                                   |

|  | Sinoceratops zhuchengensis |
|  |                            |
|  | Wendiceratops pinhornensis |
|  |                            |

|  | Centrosaurini     |
|  |                   |
|  | Pachyrhinosaurini |
|  |                   |

|  | Sinoceratops zhuchengensis |
|  |                            |
|  | Wendiceratops pinhornensis |
|  |                            |

|  | Centrosaurini     |
|  |                   |
|  | Pachyrhinosaurini |
|  |                   |

|  | Sinoceratops zhuchengensis |
|  |                            |
|  | Wendiceratops pinhornensis |
|  |                            |

|  | Centrosaurini     |
|  |                   |
|  | Pachyrhinosaurini |
|  |                   |

|  | Sinoceratops zhuchengensis |
|  |                            |
|  | Wendiceratops pinhornensis |
|  |                            |

|  | Centrosaurini     |
|  |                   |
|  | Pachyrhinosaurini |
|  |                   |

|  | Diabloceratops eatoni    |
|  |                          |
|  | Machairoceratops cronusi |
|  |                          |

|  | Avaceratops lammersi (ANSP 15800) |
|  |                                   |
|  | MOR 692                           |
|  |                                   |
|  | CMN 8804                          |
|  |                                   |
|  | Nasutoceratops titusi             |
|  |                                   |
|  | Malta new taxon                   |
|  |                                   |

|  | Sinoceratops zhuchengensis |
|  |                            |
|  | Wendiceratops pinhornensis |
|  |                            |

|  | Centrosaurini     |
|  |                   |
|  | Pachyrhinosaurini |
|  |                   |

|  | Sinoceratops zhuchengensis |
|  |                            |
|  | Wendiceratops pinhornensis |
|  |                            |

|  | Centrosaurini     |
|  |                   |
|  | Pachyrhinosaurini |
|  |                   |

|  | Sinoceratops zhuchengensis |
|  |                            |
|  | Wendiceratops pinhornensis |
|  |                            |

|  | Centrosaurini     |
|  |                   |
|  | Pachyrhinosaurini |
|  |                   |

|  | Sinoceratops zhuchengensis |
|  |                            |
|  | Wendiceratops pinhornensis |
|  |                            |

|  | Centrosaurini     |
|  |                   |
|  | Pachyrhinosaurini |
|  |                   |

|  | Avaceratops lammersi (ANSP 15800) |
|  |                                   |
|  | MOR 692                           |
|  |                                   |
|  | CMN 8804                          |
|  |                                   |
|  | Nasutoceratops titusi             |
|  |                                   |
|  | Malta new taxon                   |
|  |                                   |

|  | Sinoceratops zhuchengensis |
|  |                            |
|  | Wendiceratops pinhornensis |
|  |                            |

|  | Centrosaurini     |
|  |                   |
|  | Pachyrhinosaurini |
|  |                   |

|  | Sinoceratops zhuchengensis |
|  |                            |
|  | Wendiceratops pinhornensis |
|  |                            |

|  | Centrosaurini     |
|  |                   |
|  | Pachyrhinosaurini |
|  |                   |

|  | Sinoceratops zhuchengensis |
|  |                            |
|  | Wendiceratops pinhornensis |
|  |                            |

|  | Centrosaurini     |
|  |                   |
|  | Pachyrhinosaurini |
|  |                   |

|  | Sinoceratops zhuchengensis |
|  |                            |
|  | Wendiceratops pinhornensis |
|  |                            |

|  | Centrosaurini     |
|  |                   |
|  | Pachyrhinosaurini |
|  |                   |